# 탕평채

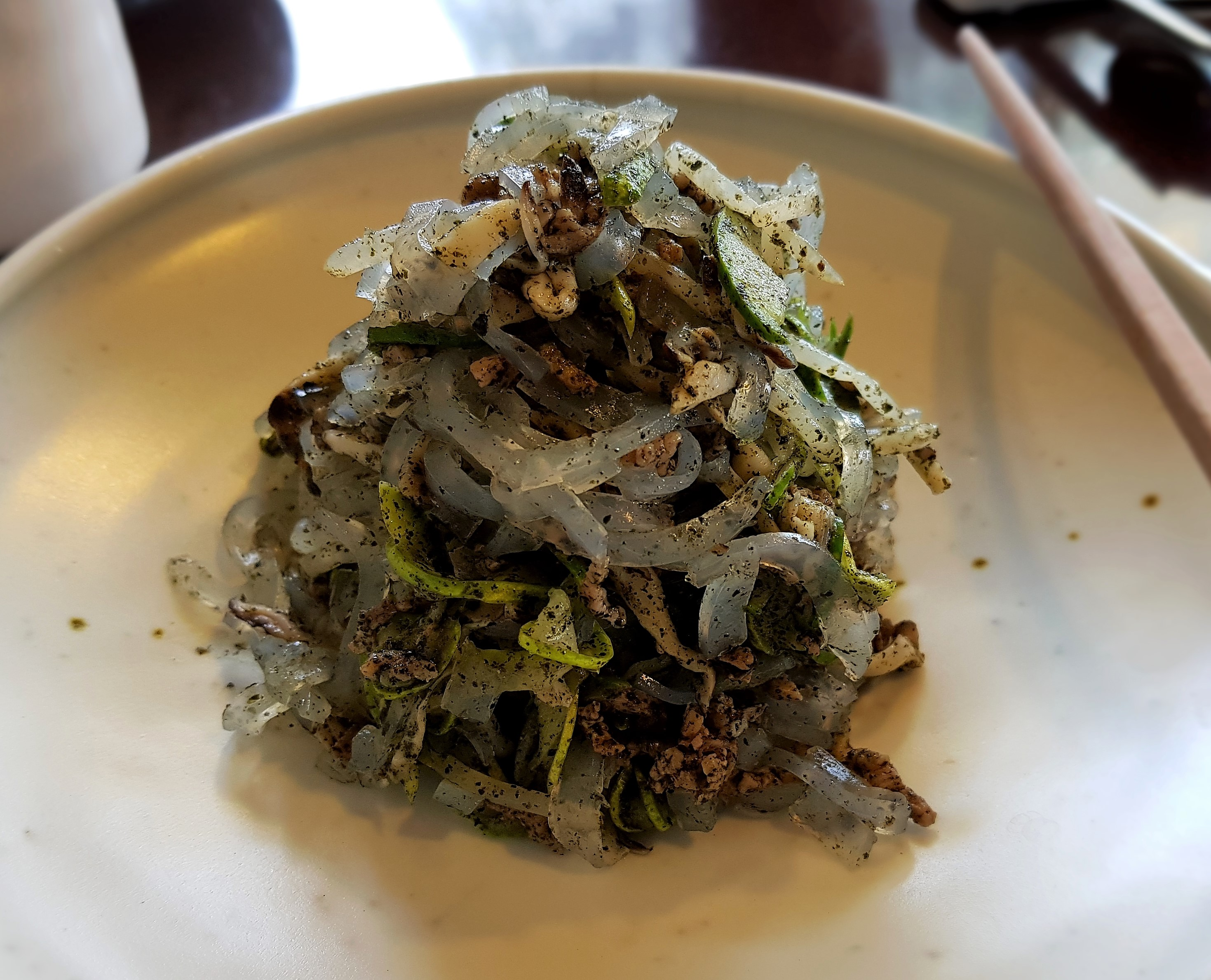
탕평채

탕평채(蕩平菜) 또는 묵청포(-淸泡), 청포묵무침은 한국의 궁중요리이다. 채 썬 청포묵, 쇠고기, 녹두싹, 미나리, 물쑥 등을 넓은 그릇에 담고, 간장, 참기름, 식초로 고루 버무린 후, 황백지단, 김, 고추를 가늘게 채 썰어 고명으로 얹어낸 묵무침이다. 탕평채는 대개 늦봄에서 여름 사이에 먹는다.
녹두녹말로 만든 묵과 볶은 쇠고기, 채소류 등을 함께 버무린 음식으로서 봄철의 별미로 감촉이 매끄럽고 맛이 새콤해서 식욕을 돋운다.

## 역사
1849년에 편찬된 동국세시기(東國歲時記)에 의하면, 탕평채는 그 당시 정치적 상황과 맞물려 만들어졌음을 알 수 있다. 조선왕조 제21대 왕인 영조가 즉위했을 당시는 예전부터 지속되어 온 붕당간의 대립이 치열한 시기였다. 영조는 각 붕당 사이의 첨예한 대립과 정쟁을 해소하는 것을 주요 목표로 삼았으며, 이를 위해 각 붕당의 인재를 고루 평등하게 등용하는 탕평책을 실시하였다. 탕평책의 경륜을 펼치는 자리에서 등장한 음식이 탕평채이다. 탕평채에 들어가는 재료의 색은 각 붕당을 상징했는데, 청포묵의 흰색은 서인을, 쇠고기의 붉은색은 남인을, 미나리의 푸른색은 동인을, 김의 검은색은 북인을 각각 상징했다. 각각 다른 색깔과 향의 재료들이 서로 섞여 조화로운 맛을 이뤄내는 탕평채는 영조의 탕평책의 상징성을 드러낸다.